# Günter Mieth (Germanist)
Günter Mieth (* 28. Oktober 1931 in Weigsdorf-Köblitz; † 21. August 2013 in Leipzig) war ein deutscher Germanist und Literaturhistoriker, der an der Universität Leipzig lehrte.

## Leben
Mieth machte eine Ausbildung zum Industriekaufmann und wurde dann Lehrer und stellvertretender Schulleiter. Von 1954 bis 1958 studierte er Germanistik, Pädagogik und Philosophie an der Karl-Marx-Universität Leipzig und promovierte 1964.
Im Jahr 1969 wurde er Fachbereichsleiter Deutsche Literaturgeschichte an der Karl-Marx-Universität Leipzig und wechselte von 1969 bis 1972 als Dozent und Chef de la Section d‘Allemand an die Universität Algier. 1976 habilitierte Mieth und wurde zum ordentlichen Professor für Deutsche Literaturgeschichte ernannt. Günter Mieth leitete 15 Jahre den Lehrstuhl für deutsche Literatur des 18. Jahrhunderts an der Universität Leipzig.
Bis zu seiner Emeritierung im Jahre 1992 war Mieth stellvertretender Direktor für Forschung der Sektion für Germanistik und Literaturwissenschaft an der Karl-Marx-Universität Leipzig. 1991/92 wurde ihm eine Gastprofessur an der Universität von Besançon übertragen.

## Werke (Auswahl)

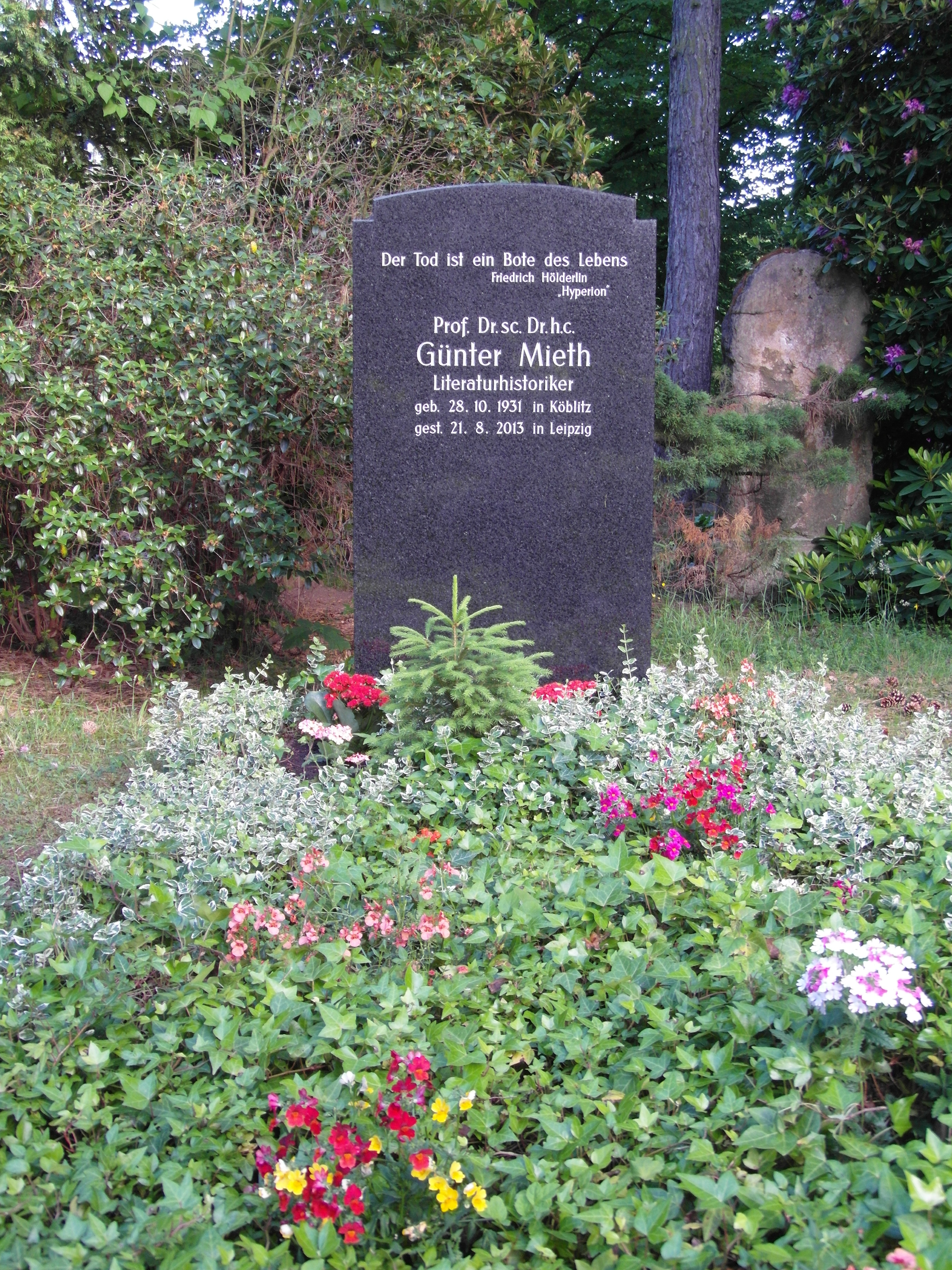
Grabstätte Günter Mieth auf dem Südfriedhof in Leipzig

- Hölderlins Tübinger Hymnen, Leipzig, 1965
- Hölderlin, Friedrich: Sämtliche Werke und Briefe – Berlin : Aufbau-Verl. Berlin und Hanser München (Hg.) (1970)
- Friedrich Hölderlin – Dichter der bürgerlich-demokratischen Revolution (Monografie) – Berlin, Rütten und Loening, 1978
- Literarische Kultur und gesellschaftliches Leben in Deutschland / Vom Beginn der Großen Französischen Revolution bis zum Ende des alten deutschen Reiches 1789–1806, Berlin 1988 (Hg.)
- Friedrich Hölderlin – Zeit und Schicksal (Vorträge 1962 – 2006), Würzburg: Königshausen & Neumann, 2007
- Beiträge zum Schluss von Goethes Faust (Vorträge 1979–1988), Leipzig 2011.

## Sekundärliteratur
- Bärbel Raschke, Ludwig Stockinger: Prägungen und Spuren: Festgabe für Günter Mieth zum 70. Geburtstag. Leipziger Universitätsverlag 2001, ISBN 3-935-69338-9